# Epidendrum larae
Epidendrum larae är en orkidéart som beskrevs av Dodson och Roberto Vásquez. Epidendrum larae ingår i släktet Epidendrum och familjen orkidéer.
Artens utbredningsområde är Bolivia. Inga underarter finns listade i Catalogue of Life.